# Iris bulleyana
Iris bulleyana ist eine Pflanzenart aus der Gattung der Schwertlilien (Iris).

## Merkmale
Das Rhizom ist kriechend und dick. Die Blätter sind auf beiden Seiten gräulich grün, linealisch und 15 bis 45 Zentimeter × 3 bis 10 Millimeter groß. Eine Mittelrippe fehlt. Die Blattbasis ist rötlich. Die Stängel sind 10 bis 40, selten bis 70 Zentimeter × 4 bis 6 Millimeter groß, hohl und zwei- oder dreiblättrig. Die 2 oder 3 Spathas sind grün, am Rand leicht rötlich, 5,5 bis 12 × 0,8 bis 1,2 Zentimeter groß und selten ein-, meist zweiblütig. Die Blüten sind schwach lila oder bläulich violett bis dunkel violett, seltener weiß und haben einen Durchmesser von 6,5 bis 7,5 Zentimeter. Die Blütenstiele sind 2 bis 6 Zentimeter lang. Die Perigonröhre ist 1 bis 1,2 Zentimeter lang. Die Hängeblätter sind verkehrteiförmig, 4,5 bis 5 × ungefähr 2,5 Zentimeter groß und weisen auf einem zentralen, weißlichen oder gelblichen Flecken dunkle Linien und Musterungen auf. Die Domblätter sind mehr oder weniger stark aufrecht, hell violett, lanzettlich und ungefähr 4 bis 1,5 Zentimeter groß. Die Staubblätter sind ungefähr 2,5 Zentimeter groß, die Staubbeutel milchig weiß. Der Fruchtknoten ist ungefähr 2 Zentimeter groß. Die Griffeläste sind ungefähr 3,5 Zentimeter groß. Die Kapsel ist 4 bis 5,5 × 1,5 bis 1,8 Zentimeter groß, zylindrisch, dreieckig, erkennbar 6-aderig, Stumpf und nicht an der Spitze geschnabelt. Die Samen sind halbkugelförmig, flach und braun.
Die Chromosomenzahl beträgt 2n = 40.
Die Art blüht im Juni und Juli und fruchtet von August bis Oktober.

## Vorkommen
Iris bulleyana kommt in Myanmar und China (Sichuan, Xizang und Yunnan) vor. Sie wächst an feuchten Hängen, Wiesen und Flussufern in Höhenlagen von 2300 bis 4300 Meter.

## Systematik
Die Art Iris bulleyana wurde 1910 von William Rickatson Dykes erstbeschrieben. 1980 beschrieb Y. T. Zhao eine auf Yunnan beschränkte, weiß blühende Form als Iris bulleyana f. alba. Der Artname ehrt den englischen Kaufmann Arthur Bulley.

## Belege
- Yu-tang Zhao, Henry J. Noltie, Brian F. Mathew: Iris bulleyana. In: Flora of China. Volume 24. 2000, S. 300 (online)